# Lissonota alpinistor
Lissonota alpinistor là một loài tò vò trong họ Ichneumonidae.